# Frixos Grivas
Froixos Grivas (in greco Φροίξος Γρίβας?; Livadeia, 23 settembre 2000) è un calciatore greco, centrocampista dell'Athens Kallithea.

## Caratteristiche tecniche
È un centrocampista offensivo.

## Carriera
Cresciuto nel settore giovanile del Paniōnios, debutta in prima squadra il 30 ottobre 2019 in occasione dell'incontro di Kypello Ellados vinto 3-0 contro l'Olympiakos Volos; al termine della stagione viene ceduto all'OFI Creta.

## Statistiche
Statistiche aggiornate al 1º marzo 2021.

### Presenze e reti nei club
| Stagione        | Squadra         | Campionato      | Campionato | Campionato | Coppe nazionali | Coppe nazionali | Coppe nazionali | Coppe continentali | Coppe continentali | Coppe continentali | Altre coppe | Altre coppe | Altre coppe | Totale | Totale | Totale |
| Stagione        | Squadra         | Comp            | Pres       | Reti       | Comp            | Pres            | Reti            | Comp               | Pres               | Reti               | Comp        | Pres        | Reti        | Pres   | Reti   |        |
| --------------- | --------------- | --------------- | ---------- | ---------- | --------------- | --------------- | --------------- | ------------------ | ------------------ | ------------------ | ----------- | ----------- | ----------- | ------ | ------ | ------ |
| 2019-2020       | Paniōnios       | SL              | 10         | 0          | CG              | 3               | 0               |                    | -                  | -                  |             | -           | -           | 13     | 0      |        |
| 2020-2021       | OFI Creta       | SL              | 19         | 0          | CG              | 2               | 0               |                    | -                  | -                  |             | -           | -           | 21     | 0      |        |
| Totale carriera | Totale carriera | Totale carriera | 29         | 0          |                 | 5               | 0               |                    | -                  | -                  |             | -           | -           | 34     | 0      |        |